# Miervaldis Ādamsons
Miervaldis Ādamsons (ur. 22 października?/4 listopada 1911 w Połtawie, zm. 23 sierpnia 1946 w Rydze) – łotewski oficer SS-Hauptsturmführer, odznaczony Krzyżem Rycerskim Krzyża Żelaznego.
W 1920 wraz z rodziną przeniósł się na Łotwę. W 1928 rozpoczął studia teologiczne na Uniwersytecie Łotewskim, został członkiem najstarszego łotewskiego bractwa studenckiego "Lettonia". Porzucił studia i wstąpił do marynarki handlowej; podczas rejsu wylądował we Francji i wstąpił do francuskiej Legii Cudzoziemskiej. Służył w Maroku, gdzie zdobył przydomek Terror Maroka, i w Tunezji. Awansował do stopnia sierżanta.
W 1935 roku wrócił na Łotwę i wstąpił do łotewskiej armii. Służył w 4 Valmierskim Pułku Piechoty, a następnie w 8 w Dyneburgu. Po zajęciu Łotwy przez Niemców zgłosił się na ochotnika do Legionu Łotewskiego. Służył w 26 Tukumskim Batalionie Policji. W 1943 został ranny. Był dowódcą kompanii w 19 Dywizji Grenadierów SS. Został aresztowany przez wojska radzieckie i wysłany do kopalni niklu w Murmańsku. W 1945 uciekał do Finlandii, ale schwytano go na granicy. Został skazany za zdradę na śmierć przez rozstrzelanie, wyrok został wykonany.
W 1993 został zrehabilitowany przez Sąd Najwyższy Łotwy.

## Odznaczenia
- Medal za Kampanię Zimową na Wschodzie (18 marca 1943)[1]
- Krzyż Żelazny II Klasy (26 marca 1943)[1]
- Czarna Odznaka za Rany (15 września 1943)[1]
- Krzyż Żelazny I Klasy (21 września 1943)[1]
- Srebrna Odznaka za Rany (12 kwietnia 1944)[1]
- Brązowa Odznaka za Walkę Wręcz (25 sierpnia 1944)[1]
- Złota Odznaka za Rany (1 września 1944)[1]
- Srebrna Odznaka Szturmowa Piechoty (14 października 1944)[1]
- Krzyż Rycerski Krzyża Żelaznego (25 stycznia 1945)[1]